# 말라위의 국장

말라위의 국장

말라위의 국장은 1964년 6월 30일에 제정되었다.
국장 가운데에는 세 개의 작은 공간으로 나뉜 방패가 그려져 있으며 방패 상단에는 은색 바탕에 두 개의 파란색 물결 무늬가 그려져 있다. 방패 가운데에는 빨간색 바탕에 금색 사자가 그려져 있고 방패 하단에는 검은색 바탕에 떠오르는 금색 태양이 그려져 있다. 방패 위쪽에는 투구가 장식되어 있으며 투구 위에는 독수리가 그려져 있다. 독수리 뒤쪽에는 떠오르는 금색 태양이 그려져 있다. 방패 왼쪽에는 사자가 그려져 있고 방패 오른쪽에는 표범이 그려져 있다.
방패 아래쪽에는 바위가 그려져 있으며 국장 아래쪽에 있는 리본에는 말라위의 나라 표어인 "단결과 자유"("Unity and Freedom")가 영어로 쓰여져 있다. 두 개의 물결 무늬는 말라위호를, 떠오르는 태양은 아프리카의 자유와 독립의 여명을 의미하며 바위는 말라위에서 가장 높은 산인 물란제 산을 의미한다.

## 역대 말라위의 국장

니아살랜드의 문장
로디지아 니아살랜드 연방의 문장